# Lurduzaur
Lurduzaur (Lurdusaurus arenatus) – dinozaur z grupy iguanodonów (Iguanodontia), z rodziny Iguanodontidae. Lurdusaurus znaczy „ciężki (ważny) jaszczur” (z łac. lurdus – „ciężki, ważny, znaczący” + saurus – jaszczurka). Nazwa gatunkowa (łac. arenatus – piaszczysty) odnosi się do miejsca znalezienia – pustyni Ténéré, która jest piaszczysta.
Żył w okresie wczesnej kredy (ok. 115–112 mln lat temu) na terenach Afryki. Długość ciała do 9 m, masa ok. 6 t. Jego szczątki znaleziono w Nigrze (formacja Echkar – górna część formacji Elrhaz, Gadoufaoua). Materiał kopalny to pozostałości dwóch osobników. Holotyp (MNHN GDF 1700) to niemal kompletny szkielet, braknie tylko części czaszki.

## Budowa
Był jednym z najciężej zbudowanych iguanodontów, do czego odnosi się nazwa. Jego tors był nisko zawieszony, około 70 cm powyżej poziomu gruntu, a szyja mierzyła 1,6 m długości. Ogon w porównaniu do innych ornitopodów był krótszy, a kończyny górne długie i mocne (ich długość stanowi 60% długości kończyn tylnych), podobnie jak u Iguanodon bernissartensis. Przez ciężką i wyraźnie niezgrabną budowę, Lurdusaurus jest uważany za powolnego dinozaura.

## Paleoekologia

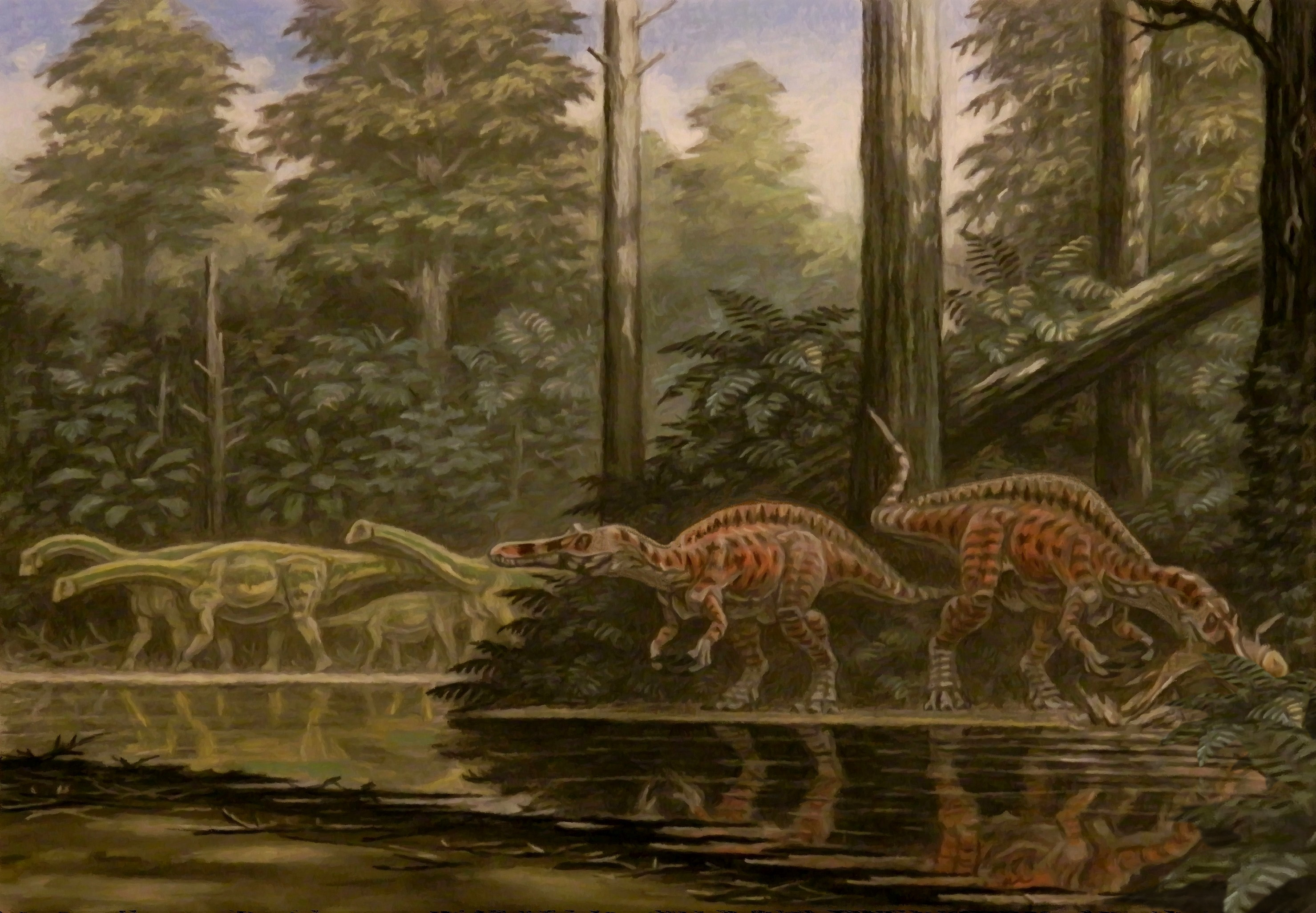
stado Nigersaurusów oraz dwóch rybackich spinosaurów w wczesnokredowej formacji Erlhaz.

Nisko położony tułów lurduzaura, który uniemożliwiał mu osiąganie wysokich prędkości, sprawiał, że środek ciężkości zwierzęcia był położony niżej, niż u podobnie zbudowanych dinozaurów, co pozwalało mu na szybkie zwrócenie się twarzą do atakującego drapieżnika. I wtedy lurduzaur mógł uczynić użytek z palców znajdujących się po wewnętrznej stronie dłoni przekształconych w stożkowate pazury. A miał się przed kim bronić – obok lurduzaura znaleziono kilka wielkich drapieżników (Eokarcharia, Kryptops i Suchomim). Inne znalezione w tej formacji dinozaury to nieco bardziej zaawansowany krewniak lurduzaura – grzebieniasty Uranozaur, dryozauryd Waldozaur i rebbachizauryd Nigerzaur.